# Pud Cusack
Kathleen „Pud“ Cusack (geb. vor 1988) ist eine Tonmeisterin.

## Leben
Cusack begann ihre Karriere im Filmstab 1988 als Kabelhilfe bei den Dreharbeiten zu Peter Mastersons Drama Die Trottel vom Texas-Grill. In den darauf folgenden Jahren führte sie als Tonassistentin die Tonangel sowohl bei Spielfilmen wie Highway zur Hölle und Mein böser Freund Fred, als auch bei Fernsehproduktionen. Mitte der 1990er Jahre hatte sie sich zur Tonmeisterin hochgearbeitet und arbeitete an großen Hollywoodproduktionen wie Arlington Road und Die Maske des Zorro.
1999 war sie für Martin Campbells Zorro-Verfilmung mit Antonio Banderas in der Titelrolle zusammen mit Kevin O’Connell und Greg P. Russell für den Oscar in der Kategorie Bester Ton nominiert, die Auszeichnung ging in diesem Jahr jedoch an Steven Spielbergs Kriegsfilm Der Soldat James Ryan. Bis 2011 folgten vier weitere Filme unter Campbell, darunter Vertical Limit und Green Lantern.

## Filmografie (Auswahl)
- 1991: Highway zur Hölle (Highway to Hell)
- 1991: Mein böser Freund Fred (Drop Dead Fred)
- 1994: Wagons East! (Wagons East)
- 1998: Die Maske des Zorro (The Mask of Zorro)
- 1999: Arlington Road
- 2000: Vertical Limit
- 2002: Die Mothman Prophezeiungen (The Mothman Prophecies)
- 2003: Jenseits aller Grenzen (Beyond Borders)
- 2004: Lemony Snicket – Rätselhafte Ereignisse (Lemony Snicket’s A Series Of Unfortunate Events)
- 2006: Spiel auf Sieg (Glory Road)
- 2007: Daddy ohne Plan (The Game Plan)
- 2010: Auftrag Rache (Edge of Darkness)
- 2011: Green Lantern
- 2013: Captain Phillips
- 2015: Terminator: Genisys (Terminator Genisys)
- 2017: Geostorm
- 2019: Captain Marvel

## Auszeichnungen (Auswahl)
- 1999: Oscar-Nominierung in der Kategorie Bester Ton für Die Maske des Zorro